# Blue Dart Aviation
Blue Dart Aviation Ltd. es una aerolínea de carga con base en Madrás, India. Opera vuelos nocturnos de carga express incluyendo vuelos chárter domésticos y regionales. Cuenta con su propio centro de mantenimiento y proporciona mantenimiento de aviones y motores a otras aerolíneas. Sus bases de operación principal son el Aeropuerto Internacional de Chennai, el Aeropuerto Internacional de Bangalore, el Aeropuerto Internacional Netaji Subhash Chandra Bose y el Aeropuerto Internacional Indira Gandhi, con bases de operaciones secundarias en el Aeropuerto Internacional Rajiv Gandhi, el Aeropuerto Internacional Sardar Vallabhbhai Patel y el Aeropuerto Internacional Chhatrapati Shivaji.

## Historia
La aerolínea fue fundada el 31 de mayo de 1994 y comenzó a operar el 17 de junio de 1996. Es propiedad de Blue Dart Express (Tushar Jani, Khushroo Dubash y Clyde Cooper) y actualmente es parte de DHL.

## Destinos
Blue Dart Aviation opera vuelos de carga a los siguientes destinos (En enero de 2005): 
- Ahmedabad
- Bangalore
- Madrás
- Delhi
- Hyderabad
- Calcuta
- Bombay.

Las operaciones aéreas tienen lugar tras la puesta de sol, durante seis noches a la semana, con paradas diarias en Bangalore (B752SF), Delhi (B732SF), Calcuta (B752SF), Hyderabad (B732SF) y Madrás (2 B752SF, B732SF).

## Flota

### Flota Actual
La aerolínea comenzó a operar con dos Boeing 737-200 convertidos adquiridos de Indian Airlines y gradualmente más utilizados en el transcurso de los años.
Posteriormente añadió un tercer aparato procedente de Air Sahara, y otros dos de Xiamen Airlines.
Las conversiones a cargueros tuvieron lugar en Miami USA. En 2006, tras ser adquirido por DHL, introdujo en la flota aviones Boeing 757-200 cargueros.
Los dos primeros B732SF [VT-BDE/BDF] fueron desguazados y utilizados como recambio de otros aviones en activo.
La flota actual incluye las siguientes aeronaves, con una edad media de 27.5 años (en agosto de 2022):
Registros:-
- VT-BDN.................B752SF
- VT-BDM/VT-BDQ/VT-BDO/VT-BDB/VT-BDA.............B752PCF

Los vuelos cubren los siguientes sectores:-
- BDA102:- MAA-BLR-BOM-DEL-CCU
- BDA201:- CCU-DEL-BOM-BLR-MAA
- BDA304/403:- DEL-BLR-DEL
- BDA654:- HYD-BOM-AHD-DEL
- BDA456:- DEL-AHD-BOM-HYD

Numerosos vuelos chárter operados por aviones B752SF/PCF deben ser añadidos a los vuelos regulares.